# Opatovce
Opatovce (in tedesco Opatowetz am Waag, in ungherese Vágapáti) è un comune della Slovacchia facente parte del distretto di Trenčín, nella regione omonima.
È citata per la prima volta in un documento storico nel 1113 con il nome di villa Trensciniensis sancti Ypoliti. Il nome del villaggio deriva dall'antica abbazia di Sant'Ippolito di cui proprietà fino al XV secolo. Successivamente passò al vescovato di Nitra.